# 川井唯史
川井 唯史（かわい ただし、1964年7月25日 - ）は、日本の研究者、農学博士、国際ザリガニ学会事務局長である。地方独立行政法人北海道立総合研究機構水産研究本部中央水産試験場主査。

## 来歴
湿原で有名な北海道釧路市に生まれた。釧路市立北陽高校出身。北里大学水産学部卒業後、北海道立総合研究機構稚内水産試験場に勤務し、コンブ、ウニ、ホタテ、シジミなどを調査・研究の対象としている。
幼少時に自宅近くの小川でザリガニを採って遊んだ際に青い個体を見た体験などからザリガニに興味を持ち、現在はザリガニ研究の第一人者となる。

## おもな著作
- ザリガニ　ニホン・アメリカ・ウチダ（2009年、岩波書店、ISBN 978-4-00-029562-8）
- ザリガニの博物誌ー里川学入門（2007年、東海大学出版会、ISBN 978-4-48-601754-7）
- ザリガニの生物学（2010年、北海道大学出版会、ISBN 978-4-83-298194-2）